# Kommunistische Arbeidersorganisatie
De Kommunistische Arbeidersorganisatie, afgekort KAO, was een Nederlandse communistische partij die van maart 1972 tot 1978 actief was. Vanaf 1978 ging deze organisatie na een fusie met twee andere groepen verder als Kommunistiese Arbeiders Organisatie (marxisties-leninisties).
De KAO was opgericht als de Groep Rotterdam marxistisch-leninistisch door een groep dissidenten van de Kommunistiese Eenheidsbeweging Nederland (KEN), nadat de zogenaamde proletarische vleugel van de KEN in oktober 1971 de partij al had verlaten. (Deze vleugel zou zich uiteindelijk ontwikkelen tot de Socialistische Partij).
De Groep Rotterdam veranderde een aantal keren van naam, van Groep Rotterdam marxistisch-leninistisch, via  'Kommunisten Kring Rijnmond (marxistisch-leninistisch) in 1972 en Kommunistische Organisatie Rotterdam en Omstreken (marxistisch-leninistisch) in 1974 tot uiteindelijk de KAO. Deze laatste verandering markeerde de stap van lokale naar landelijke ambities. Desondanks was de partij gering in omvang; volgens een BVD rapport had de KAO in 1972 slechts zeventien leden.
Vanaf 1974 kwam het tot fusiebesprekingen tussen de KAO en diverse andere kleine extreemlinkse partijen in Nederland, waaronder de KEN, de Kommunistenkring Breda en de Bond van Nederlandse Marxisten-Leninisten. Na 1979 ook met de Groep Marxisten-Leninisten/Rode Morgen. Een aantal andere groepen, waaronder de SP, die zich verwijderde van het orthodoxe maoïsme, de Rode Jeugd, die zich had ontwikkeld tot een terroristische organisatie en de Marxistisch-Leninistische Partij van Nederland, een fictieve partij opgericht door de BVD, waren niet bij de onderhandelingen betrokken. De KEN en de Rode Morgengroep gingen hun eigen weg, waarna de KAO met de twee overgebleven groepen in 1978 fuseerde tot de Kommunistiese Arbeiders Organisatie (marxisties-leninisties). In 1990 werd deze geruisloos opgeheven.